# Теплухино (Ленинградская область)
Теплухино — деревня в Тихвинском городском поселении Тихвинского района Ленинградской области.

## История
Деревня Теплухино упоминается на специальной карте западной части России Ф. Ф. Шуберта 1844 года.

ТЕПЛУХИНО — деревня Ялгинского общества, прихода Боровенского погоста. Река Тихвинка.

Крестьянских дворов — 20. Строений — 27, в том числе жилых — 21.

Число жителей по семейным спискам 1879 г.: 40 м. п., 38 ж. п.; по приходским сведениям 1879 г.: 38 м. п., 36 ж. п.

В конце XIX — начале XX века деревня административно относилось к Костринской волости 3-го земского участка 1-го стана Тихвинского уезда Новгородской губернии.
В начале XX века близ деревни у реки Тихвинки находились 2 сопки высотой до 3 аршин.

ТЕПЛУХИНО — деревня Ялгинского общества, дворов — 28, жилых домов — 22, число жителей: 51 м. п., 73 ж. п.
 
Занятия жителей — земледелие. Река Тихвинка. Часовня. (1910 год)

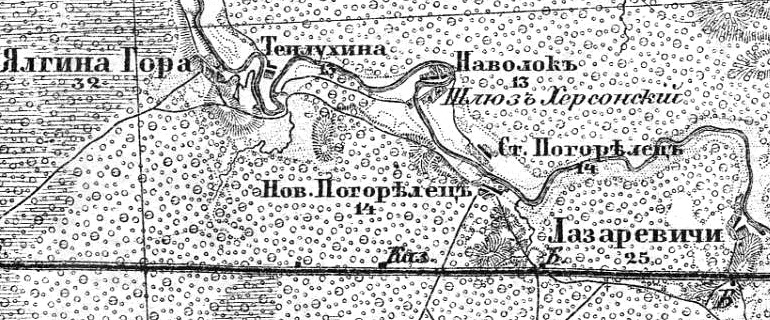
Деревня Теплухино на карте 1913 года

Согласно карте Петроградской и Новгородской губерний 1913 года деревня Теплухино насчитывала 13 крестьянских дворов.
С 1917 по 1918 год деревня Теплухино входила в состав Костринской волости Тихвинского уезда Новгородской губернии. 
С 1918 года в составе Ольховской волости Череповецкой губернии.
С 1924 года в составе Пригородной волости.
С 1927 года в составе Ялгинского сельсовета Тихвинского района.
В 1928 году население деревни Теплухино составляло 139 человек.

Деревня Теплухино на карте 1932 года

Согласно карте Ленинградской области Северо-западного аэрогеодезического треста ГГУ издания 1932 года деревня насчитывала 12 крестьянских дворов.
По данным 1933 года деревня Теплухино входила в состав Ялгинского сельсовета Тихвинского района.
С 1954 года в составе Лазаревичского сельсовета.
В 1958 году население деревни Теплухино составляло 37 человек.
По данным 1966, 1973 и 1990 годов деревня Теплухино также входила в состав Лазаревичского сельсовета Тихвинского района.
В 1997 году в деревне Теплухино Лазаревичской волости проживали 2 человека, в 2002 году — 9 (русские — 89 %).
В 2007 году в деревне Теплухино Тихвинского ГП проживали 3 человека, в 2010 году — постоянного населения не было.

## География
Деревня расположена в центральной части района к югу от автодороги А114 (Вологда — Новая Ладога).
Расстояние до административного центра поселения — 13 км.
Расстояние до ближайшей железнодорожной платформы Костринский на линии Волховстрой I — Тихвин — 3,5 км.
Деревня находится на правом берегу реки Тихвинка.

## Демография
| 1879 | 1910 | 1928 | 1958 | 1997 | 2002 | 2007 |
| ---- | ---- | ---- | ---- | ---- | ---- | ---- |
| 78   | ↗124 | ↗139 | ↘37  | ↘2   | ↗9   | ↘3   |
| 2010 | 2017 |      |      |      |      |      |
| ↘0   | ↗6   |      |      |      |      |      |

### Национальный состав
Согласно данным Всероссийской переписи населения 2021 года в деревне проживали 5 человек, из них:
 русские — 4, украинцы — 1 человек.